# Flatwoods (Kentucky)
Flatwoods es una ciudad ubicada en el condado de Greenup, Kentucky, Estados Unidos. Según el censo de 2020, tiene una población de 7325 habitantes.
Es considerada una ciudad dormitorio de Ashland, puesto que no hay ningún gran empleador en la localidad.

## Geografía
La ciudad está ubicada en las coordenadas 38°31′22″N 82°43′21″O / 38.52278, -82.72250 (38.522784, -82.722523). Según la Oficina del Censo de los Estados Unidos, Flatwoods tiene una superficie total de 8.45 km², de la cual 8.44 km² corresponden a tierra firme y 0.01 km² es agua.

## Demografía
Según el censo de 2020, hay 7325 personas residiendo en Flatwoods. La densidad de población es de 867.89 hab./km². El 93.54% de los habitantes son blancos, el 0.76% son afroamericanos, el 0.14% son amerindios, el 0.56% son asiáticos, el 0.52% son de otras razas y el 4.48% son de una mezcla de razas. Del total de la población, el 0.89% son hispanos o latinos de cualquier raza.